# Zimmerius parvus
Zimmerius parvus — вид птиц из семейства тиранновых. Ареал простирается от Гондураса до крайнего северо-запада Колумбии. Первоначально птица была описана как Tyranniscus parvus. Ранее вид считался конспецифичным с Zimmerius vilissimus, но в 2013 году их разделили по итогам молекулярного исследования.